# 顾维群
顾维群（1939年—2007年），原籍上海，中华人民共和国油画家
父母皆为医生，顾维群抗日战争时期出生于江西战地医院，1945年随父母迁回上海。曾就学于中国美术学院(原浙江美术学院)。早年师从海派山水画大师吴湖帆学习国画，后入颜文梁、刘海粟门下学习西画技法，在油画上创作上获得重大进展，为刘海粟大师最后一批学生中的佼佼者。
1960年代，在沪创办“上海艺术家画室”从事绘画创作和教学。在颜色处理上，顾维群吸收了印象派绘画的技法，其创作博采众长，又渐成一家，获得国际国内广泛认可，其画作及学生颇多。顾维群为人低调，潜心作画及教学，更游历祖国名山大川，于自然中写生及创作，除了几场画展之外，他很少参与社会活动，他的不少学生比他更出名，他早期先后师从两位大师学艺，但是顾维群的作品中并没有很多老师的痕迹，而是自成一格。顾维群早期的一些作品属印象派范畴，到了中期似乎更看重技法的娴熟，画面平滑而几乎看不出笔触，而后期近20年中，则有很多作品运笔颇为奔放且色彩鲜明。